# Бадагулов, Баян Серикжанович
Бадагулов Баян Серикжанович (24 апреля 1964) — советский и казахстанский футболист, тренер. 
В основном играл за жезказганскую команду, которая несколько раз меняло название. В пик карьеры играл за темиртауский «Булат» с 1992 по 1994 года.
Вышел на замену на 89 минуте в самом первом матче сборной Казахстана в 1992 году против сборной Туркменистана.
Первый профессиональный клуб в тренерской карьеры оказался сатпаевский «Казахмыс» в 2010 году. Также исполнял обязанности главного тренера в клубе «Астана-1964» в конце сезона 2012 года.